# Pierre Le Muet

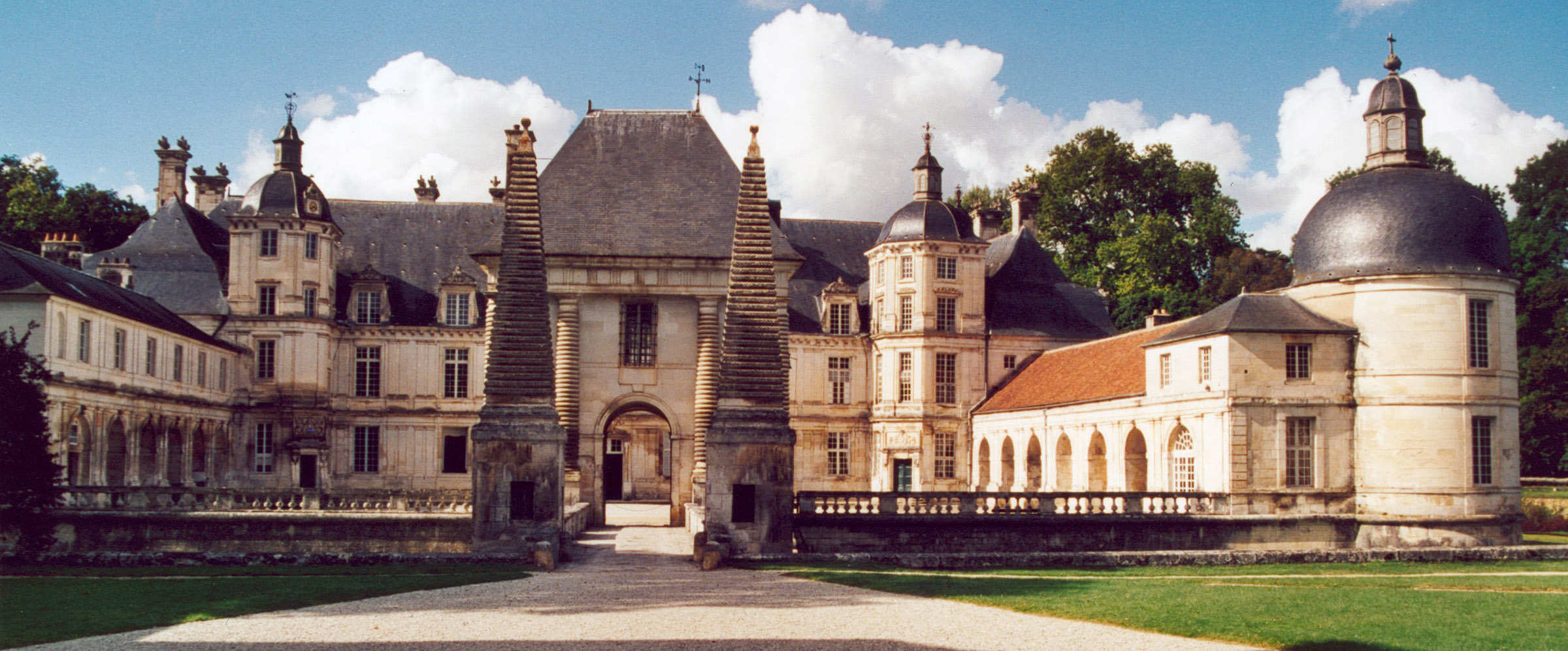
Schloss Tanlay

Pierre Le Muet (* 7. Oktober 1591 in Dijon; † 28. September 1669 in Paris) war ein französischer Architekt unter mehreren absolutistischen Königen wie Ludwig XIV. und baute mehrere Adelspaläste. 

## Leben
Pierre Le Muet erbaute mit François Mansart das Krankenhaus Val-de-Grâce und entwarf die Pläne für die Basilika Notre-Dame-des-Victoires in Paris. Ebenso war er der Architekt der Schlösser Tanlay in Burgund, Luynes an der Loire, Laigle in der Normandie und Beauvilliers.
Er übersetzte Andrea Palladio (1626) und Giacomo Barozzi da Vignola (1632), ebenso schrieb er das Buch Manière de bâtir  pour toutes sortes de personnes.